# Список тренерів-легіонерів в історії УПЛ
Нижче наведено список іноземців, які очолювали футбольні клуби в УПЛ (Вища Ліга).
Жирним віділено тренерів, які досі тренують в УПЛ.
Статистика подана станом на 11 листопада 2022 р.
| Ім'я та прізвище тренера  | Громадянство | Кількість матчів | Клуби                                                                                     |
| ------------------------- | ------------ | ---------------- | ----------------------------------------------------------------------------------------- |
| Мірча Луческу             | Румунія      | 410              | Шахтар 2004-2016, Динамо 2020-н.ч                                                         |
| Ніколай Костов            | Болгарія     | 139              | Металург (Донецьк) 2008-2010, Карпати 2012-2013, Таврія 2014 Сталь (Кам'янське) 2017-2018 |
| Кононов Олег              | Білорусь     | 108              | Карпати 2008-2011, Севастополь 2012-2013                                                  |
| Хуанде Рамос              | Іспанія      | 107              | Дніпро 2010-2014                                                                          |
| Ігор Йовичевич            | Хорватія     | 99               | Карпати 2015, Дніпро-1 2020-2022, Шахтар2022-н.ч                                          |
| Паулу Фонсека             | Португалія   | 96               | Шахтар 2016-2019                                                                          |
| Юрій Сьомін               | Росія        | 92               | Динамо 2008-2009, 2010-2012                                                               |
| Леонід Кучук              | Білорусь     | 85               | Арсенал 2011-2012, Сталь (Кам'янське) 2017, Рух 2021-н.ч                                  |
| Олександр Хацкевич        | Білорусь     | 66               | Динамо 2017-2019                                                                          |
| Олег Дулуб                | Білорусь     | 59               | Карпати 2016-2017, Чорноморець 2017, Львів 2021-н.ч                                       |
| Луїш Каштру               | Португалія   | 58               | Шахтар 2019-2021                                                                          |
| Віталій Шевченко          | Росія        | 56               | Металург (Донецьк) 2004-2005, Чорноморець 2007-2008                                       |
| Ангел Червенков           | Болгарія     | 53               | Севастополь 2014, Чорноморець 2018-2019                                                   |
| Борис Стрельцов           | Росія        | 46               | Кремінь 1992-1993, Спартак 1996                                                           |
| Тон Каанен                | Нідерланди   | 45               | Металург (Донецьк) 2004-2005, Сталь (Алчевськ) 2006-2007                                  |
| Бернд Штанге              | Німеччина    | 45               | Дніпро 1995-1996                                                                          |
| Валерій Газзаєв           | Росія        | 41               | Динамо 2009-2010                                                                          |
| Ігор Гамула               | Росія        | 30               | Говерла 2009-2011                                                                         |
| Сергій Ташуєв             | Росія        | 25               | Металург (Донецьк) 2013-2014                                                              |
| Яніс Скределіс            | Латвія       | 23               | Металург (Запоріжжя) 1993                                                                 |
| Володимир Сальков         | Росія        | 23               | Шахтар 1995                                                                               |
| Бернд Шустер              | Німеччина    | 23               | Шахтар 2003-2004                                                                          |
| Йос Дарден                | Бельгія      | 22               | Металург (Донецьк) 2007                                                                   |
| Невіо Скала               | Італія       | 22               | Шахтар 2002                                                                               |
| Володимир Брухтій         | Росія        | 21               | Кривбас 1994                                                                              |
| Іван Ґолац                | Сербія       | 21               | Карпати 2002-2003                                                                         |
| Анатолій Бишовець         | Росія        | 20               | Шахтар 1998-1999                                                                          |
| Янніс Христопулос         | Греція       | 18               | Таврія 2013                                                                               |
| Роберто Де Дзербі         | Італія       | 18               | Шахтар 2021-2022                                                                          |
| Георгій Цецадзе           | Грузія       | 17               | Львів 2020                                                                                |
| Анатолій Коробочка        | Росія        | 17               | Таврія 1998-1999                                                                          |
| Славолюб Муслин           | Сербія       | 17               | Металург (Донецьк) 2004-2005                                                              |
| Єгіше Мелікян             | Вірменія     | 16               | Сталь (Кам'янське) 2017, Львів 2019-2020                                                  |
| Пічі Алонсо               | Іспанія      | 16               | Металург (Донецьк) 2006                                                                   |
| Юп Галл                   | Нідерланди   | 15               | Сталь (Кам'янське) 2016                                                                   |
| Іван Каталинич            | Хорватія     | 15               | Металург (Запоріжжя) 2003                                                                 |
| Фабрісіано Гонсалес       | Іспанія      | 13               | Карпати 2019                                                                              |
| Ерік ван дер Мер          | Нідерланди   | 12               | Сталь (Кам'янське) 2016                                                                   |
| Вісенте Гомес             | Іспанія      | 12               | Олімпік 2019-2020                                                                         |
| Жозе Морайш               | Португалія   | 12               | Карпати 2018                                                                              |
| Віллем Фреш               | Нідерланди   | 11               | Металург (Донецьк) 2003-2004                                                              |
| Патрік ван Леувен         | Нідерланди   | 11               | Зоря 2022-н.ч                                                                             |
| Реваз Дзодзуашвілі        | Грузія       | 10               | Темп 1995                                                                                 |
| Павло Кучеров             | Нідерланди   | 10               | Карпати 2011, 2012                                                                        |
| Даріо Друді               | Аргентина    | 10               | Зірка 2016 (в.о), Карпати 2017 (в.о)                                                      |
| Ко Адріансе               | Нідерланди   | 10               | Металург (Донецьк) 2006-2007                                                              |
| Юрій Свірков              | Білорусь     | 9                | Верес 2018                                                                                |
| Серхіо Наварро            | Іспанія      | 9                | Карпати 2017                                                                              |
| Фабріціо Раванеллі        | Італія       | 9                | Арсенал 2018                                                                              |
| Анатолій Юревич           | Білорусь     | 8                | Металург (Запоріжжя) 2004                                                                 |
| Андрій Гордєєв            | Росія        | 8                | Металург (Донецьк) 2011                                                                   |
| Сергій Боровський         | Білорусь     | 7                | Металург (Запоріжжя) 2004                                                                 |
| Олег Долматов             | Росія        | 7                | Ворскла 2003                                                                              |
| Жилмар Тадеу да Сілва     | Бразилія     | 4                | Львів 2018                                                                                |
| Жуліо Сезар Сантос Корреа | Бразилія     | 4                | Олімпік 2019                                                                              |